# Mecklenburg-Vorpommerns lantdag
Mecklenburg-Vorpommerns lantdag (tyska: Landtag Mecklenburg-Vorpommern) är delstatsparlamentet i tyska förbundslandet Mecklenburg-Vorpommern. 
Befolkningen representeras av 79 ledamöter som enligt artikel 27 av delstatens konstitution utses för en tid av fem år. 
Förbundslandets regering har sedan valet 2006 bestått av en stor koalition mellan SPD och CDU och ministerpresident är sedan 2017 Manuela Schwesig.

## Uppgifter
Lantdagens uppgifter är bl.a. att vara lagstiftande organ, välja ministerpresidenten och kontrollera regeringens arbete. 

## Talman
Den nuvarande talmannen är SPD-politikern Birgit Hesse som tillträdde efter att hennes företrädare Sylvia Bretschneider som varit talman över lantdagen sedan 2002 dog i cancer 28 april 2019. Vice talmän är Beate Schlupp (CDU) och Mignon Schwenke (Die Linke).
| Namn                 | Ämbetsperiod | Parti |
| -------------------- | ------------ | ----- |
| Carl Moltmann        | 1946–1952    | SED   |
| Rainer Prachtl       | 1990–1998    | CDU   |
| Hinrich Kuessner     | 1998–2002    | SPD   |
| Sylvia Bretschneider | 2002–2019    | SPD   |
| Birgit Hesse         | 2019-        | SPD   |

## Mötesplats
Enligt artikeln 20 i delstatens konstitution, är slottet i Schwerin lantdagens mötesplats. Slottet har använts som mötesplats sedan 1990.